# 白人联盟
白人联盟（英語：White League），也称为白人的联盟（英語：White Man's League），  是一个白人准军事恐怖组织，于1874年在美国南部形成，旨在恐吓阻止自由民投票、遏制共和党参与政治。其第一个分会在路易斯安那州格兰特教区和邻近的教区成立，由许多参加过1873年4月科尔法克斯大屠杀的原联盟国退伍军人组成。随后很快，其他分会在新奥尔良和路易斯安那州的其他地区成立。州民兵团体和国民警卫队吸收了部分白人联盟的成员。 

## 历史

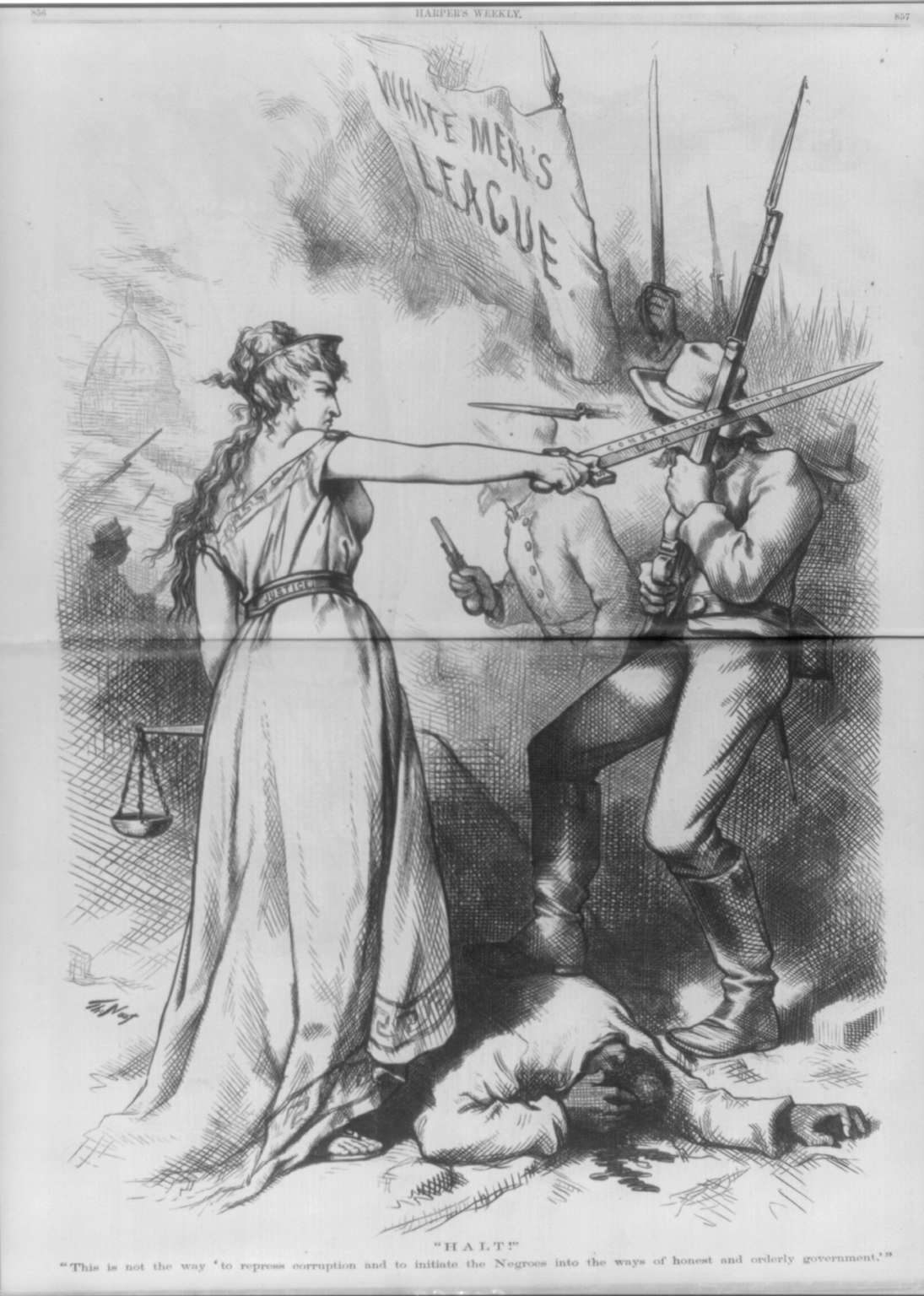
1874年托马斯·纳斯特 (Thomas Nast) 漫画中挥舞着剑的哥伦比亚女神，保护受伤的黑人不被一群白人联盟成员殴打

虽然有时与地下“治安”团体三K党和白茶花骑士团有关，但1870年代后期形成的白人联盟和其他准军事组织标志着一个重大变化的出现。 他们开始在社区中公开经营，寻求报纸报道，成员的身份也公之于众。类似的准军事团体是红衣军，该组织于1875年在密西西比州成立，在北卡罗来纳州和南卡罗来纳州也很活跃。白人联盟有推翻重建政府的明确政治目标。他们的活动旨在恐吓和驱逐来自北方或非裔的共和党候选人以及公职人员。他们由装备精良的联盟军退伍军人组成，致力于让共和党人下台，扰乱他们的政治活动，并使用武力恐吓自由民以阻止他们参加选举投票。在支持者的赞助下，组织成员购入最新武器，包括温彻斯特步枪、柯尔特左轮手枪和普鲁士针发枪。 
一些消息来源指控白人联盟对1873年的科尔法克斯大屠杀负有责任，但该组织直到1874年3月才以该名称成立。联盟军退伍军人、前俄亥俄州约翰逊岛战俘、格兰特教区前警长克里斯托弗·哥伦布·纳什，带领科尔法克斯的白人民兵驱逐了保卫法院的共和党官员和非裔美国人。他的部队在屠杀中杀死了多达150名非裔美国人。在这一事件中，三名白人被杀，其中一人可能是被己方误伤。

白人联盟的第一支队伍成立于1874年，由纳什部队的成员组成，其中大部分是参加过科尔法克斯大屠杀的同盟军退伍军人。 他们宣称自己的目的是“保卫受到愚蠢非洲化威胁的世袭文明和基督教”。

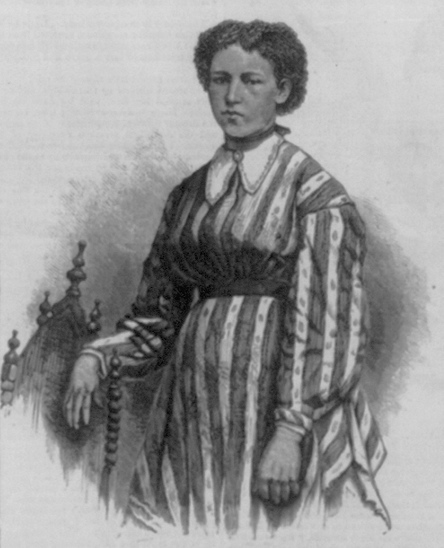
朱莉·海登（Julie Hayden），在1874年被白人联盟谋杀的17岁田纳西州教师。

1874年，白人联盟成员谋杀了在田纳西州哈茨维尔担任教师的17岁非裔美国女孩朱莉·海登。 
1874年8月，在红河谷教区发生了库沙塔大屠杀。当地的白人联盟迫使六名共和党公职人员辞职并承诺离开该州。白人联盟在他们离开教区之前暗杀了这些人，同时还杀害了现场的5到20名自由民（根据不同消息源）。一般来说，在偏远地区，白人联盟在武力冲突中总是能够得逞。他们是联盟军老兵，经验丰富，武装精良。 
1874年晚些时候，新奥尔良市警察局（由共和党州长建立的州民兵组织）试图拦截运往白人联盟的武器。在有争议的1872年州长选举之后，白人联盟试图接管州政府。在随后的1874年9月14日自由广场之战中，5000名白人联盟成员击溃了3500名警察和州民兵，企图推翻共和党的州长。他们要求威廉·皮特·凯洛格（William Pitt Kellogg）州长辞职，支持民主党候选人约翰·麦克纳里（John McEnery）。凯洛格拒绝了，白人联盟进行了一场短暂的战斗，造成100人伤亡。他们接管并控制了州议会大厦、市政厅和军火库三天，在联邦军队和船只抵达增援政府之前撤离。凯洛格向格兰特总统请求了援助，部队一到，他就恢复了职权。 
格兰特在一个月内增派了军队，试图稳定路易斯安那州北部的红河谷。该地区一直受到暴力的困扰，包括1873年的科尔法克斯大屠杀和1874年的库沙塔大屠杀。 在1874年12月的国情咨文中，格兰特表达了对白人联盟的蔑视，谴责他们的暴力行为和侵犯自由民的公民权利。
白人联盟的活动产生了效果，共和党人的投票减少了，民主党人在1876年重新控制了州议会。

## 后续
自由广场之战纪念碑于1891年在新奥尔良竖立起来。2016年12月，市议会投票决定拆除纪念碑。纪念碑最终于2017年4月24日被移走。 